# Ronwen
Segons la llegenda, Rowena de Cantia fou la filla del líder anglosaxó Hengest Cantia del "Cantia Regnum" i esposa de l'alt rei britó Vortigern. Descrita com una formosa femme fatale, guanyà per al seu poble el regne de Kent gràcies a la seva seducció de Vortigern. Rowena no apareix en obres contemporànies, cosa que fa que els historiadors actuals considerin fictícia la seva història.

## Citacions

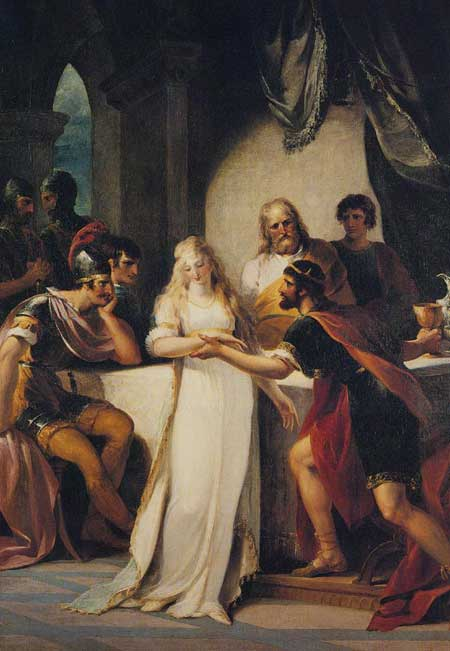
Vortigern & Rowena

Se la menciona per primera vegada (però no de nom) com a la formosa filla saxona d'Hengest en la Historia Brittonum. Després de l'arribada d'Hengist i Horsa a Ynys Ruym, l'actual Thanet, Hengest negocià amb l'alt rei Vortigern perquè aquest li donés més terres. Seguint les ordres del seu pare, Rowen embriagà Vortigern en un banquet, i ell quedà tan fascinat per ella que acceptà concedir a Hengest el que volgués si li permetia casar-se amb ella com a segona esposa (no se sap amb certesa el destí de la seva primera esposa, Sevira). El text deixa clar que el seu desig per una dona pagana és incitat pel Diable. Hengest exigí el regne de Kent, que Vortigern li concedí estúpidament. Aquest acord fou un desastre per als britons i permeté als saxons enfortir considerablement la seva presència a Gran Bretanya.
La Historia Regum Britanniae de Godofred de Monmouth fou la primera que mencionà la filla d'Hengest de nom: Rowena. Segons Godofred, Vortigern usurpà el tron del rei legítim Constant II. Godofred afirma que la seducció de Vortigern embriagat creà la tradició de brindar a Gran Bretanya. Les relacions amistoses de Vortigern amb els saxons, especialment pel permís que els donà de cridar encara més colons, feu que els fills que tingué amb la seva primera esposa es rebel·lessin. El seu fill més gran, Vortimer, aconseguí el tron britó i expulsà els saxons, però fou enverinat per Rowena, que assumí un rol de madrastra malvada. Més endavant, els saxons mataren tots els líders britons a la nit dels ganivets llargs, tret de Vortigern, salvat per Rowena. La Historia Brittonum explica que un foc diví l'incinerà en vida juntament amb el seu marit, a la torre de Vortigern al sud de Gal·les.
A les Tríades Gal·leses i en poesia gal·lesa, Rhonwen, la "mare de la nació anglesa", és un exemple etern de la traïció i paganisme anglesos. La Rowena descrita per Godofred, amb el seu ús de la seducció i de les pocions, és probablement una de les bases de les antiheroïnes de la llegenda artúrica, com ara Morgana i pot comparar-se amb les seves representacions de bones reines britones com ara Cordèlia o Màrcia. També hi ha similituds amb la rondalla de la reina Gwendolen o Estrildis, una altra bella princesa germànica. També és un personatge de l'obra de teatre de William Henry Ireland Vortigern and Rowena.

## Base històrica
Els historiadors actuals consideren mítica la història de Rowena. Ni ella ni la seva història apareixen en les obres d'autors o historiadors saxons com ara Beda o la Crònica anglosaxona. Les diferents maneres en què es pot escriure el seu nom no ajuden a indicar-ne un origen clar, i és possible que tingui un significat en gal·lès que encara faria més inversemblant aquesta història. Ron-Wen vol dir "llança brillant". D'altra banda, és possible que el nom tingui relació amb rhawn (pèl de cavall), cosa que podria ser significativa tenint en compte la relació del seu oncle i el seu pare amb els cavalls. És possible que els autors gal·lesos hagin creat el personatge i la seva història basant-se en exemples bíblics d'antiheroïnes com ara Salomé o Dalila, com a advertència contra els casaments entre britons i saxons.
Si Rowena hagués existit, hauria estat juta, tal com el seu pare.